# Ата (митологија)
Ата, (грч. ατή, лат. Ate), је у грчкој митологији била богиња заслепљености и душевног немира, богиња обмане. Помиње је и Хомер (II. XIX, 91) као кћерку Зевсову, а према Хезиоду она је кћерка Ериде богиње свађе.
Ата чини раздор међу боговима и људима па ју је зато Зевс стрмоглавио са Олимпа. У том свом паду на земљу Ата је са собом повукла и Зевсове кћерке Лите богиње молбе. Ата на земљи иде лаким и тихим ходом, не додирује земљу и управо лебди над главама људи којима доноси несрећу. Да би се несрећа могла барем мало ублажити, треба позвати Лите богиње молбе, и оне су, иако хроме те су готово увек стизале прекасно, ипак, као кћерке Зевсове чинили да несрећу барем мало ублаже. 